# Cantera
Cantera یک نرم افزار سینتیک شیمیایی منبع باز است که برای حل جریان های آرام واکنش شیمیایی استفاده می شود. این به عنوان یک کتابخانه شخص ثالث در کدهای شبیه سازی جریان واکنش خارجی، مانند FUEGO و CADS، با استفاده از Fortran ، C++ و غیره برای ارزیابی خواص و اصطلاحات منبع شیمیایی که در معادلات حاکم برنامه ظاهر می شوند، استفاده شده است. Cantera در اصل توسط پروفسور نوشته و توسعه داده شد. دیو گودوین از موسسه فناوری کالیفرنیا . به زبان C++ نوشته شده است و می توان از C++، Python ، Matlab و Fortran استفاده کرد.

## همچنین ببینید
- سینتیک شیمیایی